# Sidonia von Borcke
Sidonia von Borcke, ou Sidonie von Bork, née en 1548 au château de Stramehl et morte en septembre 1620 à Stettin, est une aristocrate de Poméranie. Accusée de sorcellerie, elle est condamnée à mort et exécutée.

## Biographie
Sidonia von Borcke est née en 1548. Elle est le troisième enfant d'Otto von Borcke zu Stramehl-Regenwalde (mort en 1551) et Anna von Schwiechelt (morte en 1568). A la mort prématurée de leur père, les trois enfants sont placés sous tutelle jusqu'à ce que le fils unique Ulrich reprenne la direction de la maison en 1560. Il accorde à ses sœurs une pension régulière de 15 florins par an, une indemnité de départ de 150 florins et une dot de 1000 florins en cas de mariage. Sidonie von Borcke, restée célibataire, souhaite disposer de son héritage et décider de sa vie. Elle intente alors plusieurs procès contre son frère et le duc Johann Friedrich, ce qui lui vaut la réputation d'être une jeune fille querelleuse et la rend largement impopulaire,,.
En 1600, sa sœur Clara meurt. Sidonia von Borcke fait à nouveau valoir, en vain, ses droits à des parts d'héritage et à des rentes. Après la mort de son frère Ulrich en 1603, elle entre en 1604 au couvent du monastère de Marienfliess (de), qui, depuis 1569 et à la suite de la Réforme protestante, accueille les femmes célibataires de la noblesse qui y mènent une vie ecclésiastique. Elle ne se conforme cependant pas à l'ordre monastique strict et entre rapidement en conflit avec les autres religieuses et avec le personnel administratif de l'abbaye,,,.
En 1606 elle est démise de son poste de sous-prieure par la prieure du couvent, Magdalena von Petersdorff. Elle fait appel de cette sanction auprès du duc Bogislaw XIII qui initie une enquête, menée par Joachim von Wedel (de) mais il meurt en 1609, ce qui met un terme à l'enquête.
Deux ans plus tard, Sidonia von Borcke introduit un recours contre la nouvelle prieure, Agnes von Kleist auprès de Philip II, le fils et successeur de Bogislaw XIII. Jost von Borcke, un parent de Sidonia von Borcke dirige l'enquête, même après la mort de Philip II en 1618. Il décrit la situation au monastère comme chaotique.
En juillet 1619, une dispute entre Sidonia et la sous-prieure Dorothea von Stettin dégénére pendant une messe. Les deux femmes sont arrêtées. Dorothea von Stettin accuse alors Sidonia de sorcellerie et réussit à convaincre une autre religieuse, Anna von Apenburg, d'appuyer ses accusations. Dans le Saint Empire romain germanique, au début de la guerre de Trente Ans, l'influence de la superstition chrétienne médiévale, qui attribue des pouvoirs magiques à certaines femmes au comportement inapproprié est très importante et les accusations de sorcellerie sont prises très au sérieux,. Le 21 novembre 1619, Sidonia von Borcke est arrêtée. Selon la loi de l'époque , la Constitutio Criminalis Carolina, deux témoins oculaires suffisent pour une condamnation mais Anna von Apenburg retire son soutien à l'accusation au moment où elle doit prêter serment.
Le tribunal de Stettin ouvre une enquête approfondie et transmet les dossiers au Schöffenstuhl de Magdebourg. Celui-ci fait interroger Sidonia von Borcke sous la torture. Celle-ci plaide coupable des 72 chefs d'accusation, qui comprennent la mort subite en 1618 du duc Philippe II, de la prieure, d'un prêtre et de son frère, ainsi que la divination et des relations sexuelles avec son chat. Par la suite, elle se rétracte mais, sous de nouvelles tortures, avoue une deuxième fois.
Sidonia von Borcke est détenue à l'abbaye de Marienfliess, elle tente de s'évader puis de se suicider, sans succès. Elle est condamnée à mort lors d'un procès pour sorcellerie le 1er septembre 1620. Elle est exécutée à l'épée à Stettin puis son corps est brûlé sur le bûcher. Elle a alors 72 ans. Grâce à sa position sociale, elle n'a pas été brûlée vive,. La date exacte de sa mort n'est pas connue.
Peu de temps après sa mort, on la rend encore responsable de la stérilité et l'extinction sans héritier du duché de Poméranie des Griffons en 1637.
Les procès de Sidonia von Borcke est bien documenté, avec plus d'un millier de pages du procès-verbal original conservé dans une archive à Greifswald.

## Postérité

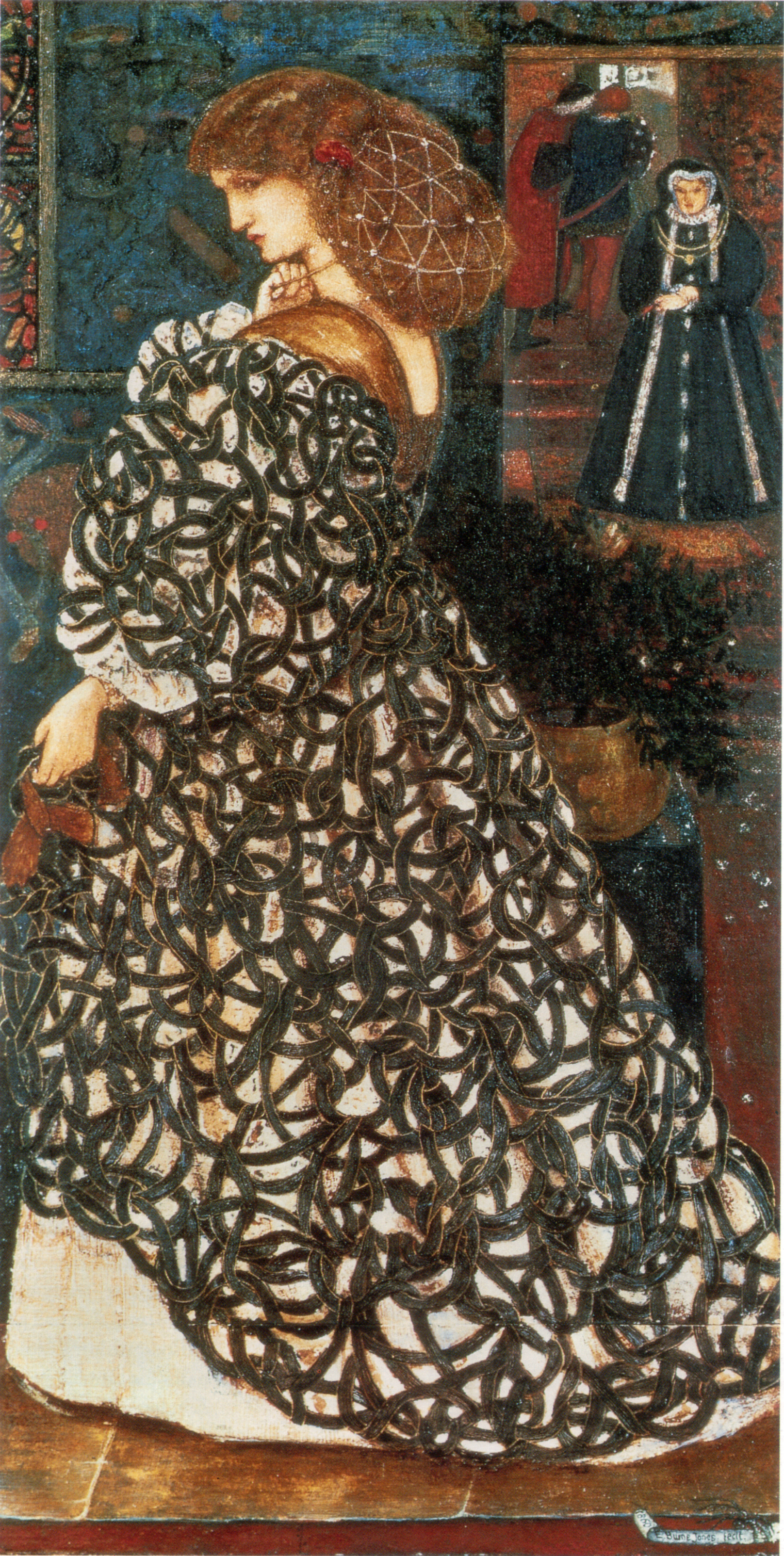
Sidonia Von Bork d'Edward Burne-Jones, 1860

Le souvenir de Sidonia von Borcke est toujours vivant dans la légende et la poésie, son destin est transfiguré et romancé. On lui attribue ainsi une beauté à laquelle personne n'était censé pouvoir résister. On dit également qu'elle hante le château de Szczecin sous la forme d'une femme blanche.
Le pasteur évangélique Wilhelm Meinhold (de)(1797-1851) publie le roman Sidonia von Bork, die Klosterhexe en 1847. Le livre est traduit en anglais par Jane Francesca Elgee (1821–1896), la mère d'Oscar Wilde, en 1849 sous le titre Sidonia the Sorceress et remporte un grand succès dans la société britannique. Cette traduction influence fortement les préraphaélites, en particulier Edward Burne-Jones (1833-1898), qui peint des portraits en 1860 de Sidonia von Bork 1560 et de sa sœur Clara von Bork 1560, tous deux exposés à la Tate Gallery de Londres. William Morris (1834–1896), un ami d'Edward Burne-Jones, réimprime le roman dans une édition de luxe en 1893 aux Kelmscott Press.
Theodor Fontane (1819-1898) écrit Sidonie von Borcke, entre 1879 et 1882. Le texte n'est publié qu'en 1966.
Paul Jaromar Wendt (de) (1840-1919) publie en 1874 Sidonia von Borck,une pièce en cinq actes, et Ludwig Hamann (de) (1867-1929) publie en 1910 le roman publié Die Klosterhexe von Marienfiß und der Untergang des Pomeranian Herzogs.
Sidonia von Borcke est maintenant une personnalité du land de Poméranie. Un projet germano-polonais, "Die Akte Sidonia"/"Akta Sydonii", financé par le Fonds européen de développement et consacré à son histoire démarre en 2020.
La réalisatrice Monika Lipanovich prépare le documentaire The Curse of Sidonia - documentary.
A l'occasion du 500e anniversaire de sa mort, une exposition est organisée à Schwedt, Sidonia von Borcke – zwischen Wahrheit und Legende. Elle est accompagnée d'un portrait réalisé par Andrzej Maciejewski et d'une brochure.
Le nom de Sidonia von Borcke est aussi donné à une variété de roses.